# 北伊利諾伊大學校園槍擊案
北伊利诺伊大学校园枪击案是美国伊利诺伊州迪卡柏北伊利诺伊大学于2008年2月14日发生的一起校园枪击事件。事件是在下午大約3點05分時發生於學校的Cole Hall大堂。事件發生後學校宣佈封鎖校區並立即停課，措施延續到隔天結束為止。師生們皆被請求避難至安全處所尋求保護，避免前往事發的現場或臨近大樓。
截至2008年2月15日，造成包括枪手在内的6人死亡，16人受伤。枪手在开枪扫射其教师和同学后，开枪自杀。
發生槍擊案的 Cole Hall大堂自案件發生後一直被暫時關閉，直至翻新後於2012年秋季新學年重開。